# Jorge Santini Padilla
Jorge Santini Padilla (San Juan, 11 de marzo de 1960) es un abogado y político puertorriqueño del Partido Nuevo Progresista que anteriormente se desempeñó como alcalde de San Juan.

## Primeros años y educación
Jorge Santini Padilla nació el 11 de marzo de 1960 en San Juan, Puerto Rico. 
En 1982 obtuvo su título de bachillerato con honores de la Universidad de Puerto Rico, recinto de Río Piedras. Posteriormente obtuvo un juris doctor de la Facultad de Derecho de la Universidad Interamericana de Puerto Rico. En 1988 fue aceptado como miembro del Colegio de Abogados de Puerto Rico, del Colegio de Abogados de los Estados Unidos y del Colegio de Abogados Federal. También presidió el Colegio de Abogados de la Facultad de Derecho de la Facultad de Derecho de la Universidad Interamericana de Puerto Rico.

## Servicio militar
En 1975, Santini se convirtió en miembro del Cuerpo de Cadetes Aéreos de la Armada de los Estados Unidos. En la actualidad es teniente coronel de la Guardia Nacional de Puerto Rico. El 18 de septiembre de 2002, el presidente George W. Bush nombró Santini para formar parte del Consejo Asesor Nacional de Infraestructura. Como miembro de la Guardia Nacional, Santini nunca sirvió en el ejército.

## Carrera profesional
Santini se convirtió en socio del estudio de abogados Miranda Cárdenas & Córdova donde se especializó en demandas por negligencia médica.
Inició su servicio público en 1993, durante el gobierno de Pedro Rosselló, Santini fue designado como su ayudante en las áreas de Salud, Bienestar Social y Contratación, además de fungir como Asistente Legal del Gobernador.

## Carrera política

### Senador
En 1996, Santini decidió iniciar una carrera política en el Partido Nuevo Progresista (PNP). Fue elegido al Senado de Puerto Rico en las elecciones generales de 1996 representando al Distrito de San Juan. Durante ese mandato, se desempeñó como presidente de la Comisión de lo Jurídico del Senado.

### Alcalde de San Juan
Santini entró en la carrera por la alcaldía de San Juan en 1999 y desafió al presidente del Senado, Charlie Rodríguez, en primarias. Rodríguez había sido la elección del liderato del partido, pero Santini se impuso en las primarias. Luego derrotó al candidato del Partido Popular Democrático, Eduardo Bhatia, en las elecciones de 2000 y buscó la reelección en 2004, derrotando a Bhatia por segunda vez. Durante su término como alcalde, se inauguraron proyectos como el Natatorio de San Juan en 2006,  la Academia de Golf de San Juan en 2007, una escuela magnet orientada a los deportes y una escuela magnet municipal bilingüe.y la guardería especializada en autismo Ronald Reagan de San Juan.
En 2008, Santini fue elegido para un tercer mandato como alcalde de San Juan, pero fue derrotado en las elecciones de alcalde de San Juan de 2012 y dejó el cargo el 14 de enero de 2013. Durante su tercer mandato, el municipio impuso un impuesto secreto a las propiedades de la ciudad. Las investigaciones sobre el plan revelaron que desaparecieron 1,3 millones de dólares en ingresos. La deuda municipal al final del mandato de Santini había alcanzado los 18 millones de dólares.

### Asesor del Senado de Puerto Rico
En 2017 Santini creó Soto y Santini LLC un grupo asesor que brinda servicios profesionales para el Senado de Puerto Rico y diversas agencias gubernamentales. En 2020, la oficina de ética demandó a Santini por los ingresos que obtuvo trabajando para el Senado y la Guardia Nacional simultáneamente.

## Vida personal
Santini se casó con Irma Garriga el 23 de agosto de 1986. Tienen tres hijos juntos: Odette (n. 1987), Jorge Andrés (n. 1996) y Amanda (n. 2003). El 31 de mayo de 2016 se convirtió en abuelo.

## Historial electoral
| Año  | Cargo                | Tipo      | Partido | Partido | Votos   | %     | Posición | Resultado |
| ---- | -------------------- | --------- | ------- | ------- | ------- | ----- | -------- | --------- |
| 1996 | Senador por San Juan | Generales |         | PNP     | 100,131 | 25.2  | 1.º      | Electo    |
| 2000 | Alcalde de San Juan  | Generales |         | PNP     | 101,012 | 48.0  | 1.º      | Electo    |
| 2004 | Alcalde de San Juan  | Generales |         | PNP     | 97,121  | 49.2  | 1.º      | Reelecto  |
| 2008 | Alcalde de San Juan  | Generales |         | PNP     | 96,444  | 51.6  | 1.º      | Reelecto  |
| 2012 | Alcalde de San Juan  | Generales |         | PNP     | 83,107  | 47.10 | 2.º      | Derrotado |